# Kecamatan Gadingrejo (distrikt i Indonesien, Jawa Timur)
Kecamatan Gadingrejo är ett distrikt i Indonesien.   Det ligger i provinsen Jawa Timur, i den västra delen av landet, 700 km öster om huvudstaden Jakarta.